# معماری رنسانس

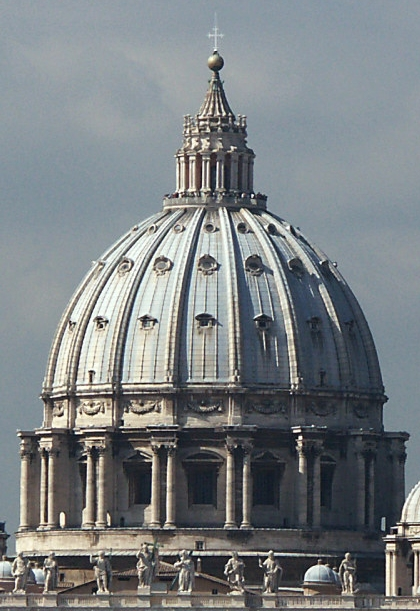
گنبد کلیسای جامع سن پیتر، از آثار معماری دورهٔ رنسانس

معماری رنسانس به معماری اروپا در سده‌های ۱۵ و ۱۶ میلادی (دورهٔ رنسانس) گفته می‌شود که از مشخصه‌های آن نوزایی عناصر فرهنگی روم و یونان باستان بود. 
معماری رنسانس (به انگلیسی Renaissance architecture) یا نوزایی، جنبش فرهنگی مهمی بود که آغازگر دورانی از انقلاب علمی و اصلاحات مذهبی و پیشرفت هنری در اروپا شد. عصر نوزایش، دوران‌گذار بین سده‌های میانه و دوران جدید است. 
در میان موافقان با آن در دوره رنسانس، به معنای بازگشت به سوی سنت‌های کلاسیک هنر روم و یونان بود. در واقع، مخالفان سبک گوتیک معتقد بودند که می‌خواهند بار دیگر به سوی مؤلفه‌های هنری روم و یونان بازگردند و آن عناصر را احیا کنند.
اولین بار، واژه لفظی رنسانس را فرانسویها در قرن ۱۶ میلادی، به کاربردند. معمولاً شروع دوره نوزایش را در سده چهاردهم در شمال ایتالیا می‌دانند. خاستگاه رنسانس شهر فلورانس است. این جنبش در سده پانزدهم میلادی، شمال اروپا را نیز فراگرفت. رنسانس، یک تحول ۳۰۰ ساله‌است که در سال‌های ۱۳۰۰ از فلورانس ایتالیا شروع شد و در عرض سه قرن در سراسر اروپا انتشار و در انگلستان پایان یافت.
دوره رنسانس دوره خِرَدگرایی -ریاضیات -منطق -انسان مداری است در این دوره کلیسا و تفکرات مذهبی کنار می‌رود و یک جنبش دموکراتیک به وجود می‌آید و مثل روم و یونان باستان پیشرفت علمی مطرح می‌شود و تأثیر آن از قرون وسطی است چون مسلمانان مسیحیان را شکست داده علم آن‌ها وارد اروپا شده و دانشمندانی از شرق به غرب می آیند و باعث شکوفایی علمی شده و رنسانس به وجود می‌آید.
دوران رنسانس برای اروپاییان عصر جدیدی بود سرشار از کامیابی‌های عظیم. بسیاری از افراد با ژان فرنل موافق هستند. او در سال‌های اول سدهٔ ۱۵۰۰ چنین نوشت:
«	جهان چرخید. یکی از بزرگ‌ترین قاره‌های زمین کشف شد ... صنعت چاپ بذر دانش را کاشت. باروت در روش جنگ انقلابی پدید آورد. دست نوشته‌های باستانی احیا شد... این‌ها همگی گواه پیروزی عصر جدید (رنسانس) هستند.
با رونق دریانوردی افرادی مثل ماژل آند راهی به فیلیپین و هندوستان پیدا می‌کنند و در اواخر دوره رنسانس کریستف کُلُمب(کلمبوس) آمریکا را کشف می‌کند . در این دوره استعمار شروع می‌شود زیرا باروت را درست می‌کنند .
گوتنبرگ دستگاه چاپ را اختراع می‌کند و اروپاییان چاپ را از چینی‌ها یاد می‌گیرند.
در دوره رنسانس در مورد هنر -نقاشی و معماری یک اتفاق دیگر هم می افتد و آن اختراع پرسپکتیو است .یعنی اول در نقاشی و بعد در معماری یاد می‌گیرند که روی صفحه ۲ بعدی تصویر ۳ بعدی بکشند که عمق در آن دیده شود .اولین بار نقاشی به نام ماساچو (Masaccio) در کلیسا سانتا ماریا نوللا فلورانس ایتالیا صحنه‌ای از محراب یک کلیسا را می کشد که در تصویر این محراب کاملاً عمق محراب مشخص است و بعد وجود دارد.
در نتیجه معمارها هم از این نقاشی الهام می‌گیرند و اولین بار یک معمار رنسانسی به نام لئون باتیستا آلبرتی نمای یک کلیسا را که طراحی می‌کند به صورت ۳ بعدی نشان می‌دهد . اسم این کلیسا سن آندرئا بود و این خود باعث تحول بزرگی در معماری می‌شود. 
با وجود این‌که در تاریخ هنر، آغاز رنسانس به اموری همچون سال فتح قسطنطنیه در سال ۱۴۵۳ به وسیله سلطان محمد فاتح و تشکیل حکومت عثمانی به جای دولت بیزانس، یاپایان یافتن بیماری طاعون و اموری از این قبیل نسبت داده شده‌است؛ اما در نزدمورخان هنر این امر یقینی است که رنسانس هنری از ایتالیا آغاز شده، بدین ترتیب که هنرمندان ایتالیایی بر خلاف دیگر کشورهای اروپایی حاضر نشده بودند به سبک گوتیک درمعماری تن دهند و حتی این مفهوم را به صورت طعن و استهزا برای این سبک به کارمی‌بردند و علیه سبک گوتیک عصیان نموده و به سوی سبک جدید حرکت کردند.

## از ویژگی‌های سبک معماری در عصر رنسانس آغازین، می‌توان به مولفه‌های ذیل اشاره نمود
احیای معماری روم و یونان و احیای معماری پانتئون و پارتنون. معماران از ساخت بنای کلیسا به سوی ساخت ساختمان‌ها شهری و غیر مذهبی یا کاخ‌ها و استفاده از نماسازی و رده‌گیری تزیینی در دیوارهای ساختمان‌ها و ساختن خانه‌های ییلاقی به پیروی از روم باستان تغییر موضع دادند. همچنین از دیگر حوزه‌های هنری که در عصر رنسانس آغازین، تحت تأثیر مدل‌های روم و یونان قرار گرفته‌است، مجسمه‌سازی است، به گونه‌ای که پیکرتراشی از جنبه تبلیغ دینی و ترویج مفاهیم دینی و کلیسایی خارج شد و از شخصیت‌های دینی، اسطوره‌زدایی نمود و در این دوره به جهت این‌که هنر بیش از آن‌که در خدمت کلیسا و چهره‌نمایی قدیسان باشد؛ برای اسطوره‌زدایی و تقدس‌زدایی از چهره‌های قدیسان است؛ از این رو، مجمسه‌های این دوران از هاله قدسی و چهره الهی برخوردار نیستند و برعکس مجسمه‌سازان می‌کوشند تا چهره‌های قدیسان را واقع‌نمایانه، زمینی و دنیوی نمایش دهند. به همین جهت دوناتلو وقتی مجسمه حبقوق نبی را می‌سازد، آن قدر آن را بد منظر، بشری و دنیوی ساخته که این مجسمه به مجسمه پیغمبر کله کدو شهرت یافته‌است.

## ویژگی‌های هنری رنسانس پیشرفته
محوریت چهره‌های مذهبی، قدیسان و انبیا در مجسمه‌ها و نقاشی‌ها، نگاه آرمان‌گرایانه و الهی به تصاویر به جای واقعیت‌گرایی محض، اختراع دستگاه چاپ و ایجاد تحول در صنعت چاپ، کند و کاری بر روی چوب و فلز، ساخته شدن مجسمه‌ها به صورت تنومند و در قطعات بزرگ، جایگزینی موضوعات و سوژه‌های مذهبی و دینی به جای موضوعات عادی و طبیعی و بازگشت واقعی به هنر کلاسیک یونان و روم به همراه گرایش انسان‌گرایانه و اومانیستی.
هنر مند رنسانس ساحری است که طبیعت مادی را می شناسد و به آن عمل می‌کند در واقع در دوره رنسانس تطبیق معماری با انسان و طبیعت، به اتکا یا به وسیله دانش ریاضی و تعبیرهایش دوباره مطرح می‌شود و تمام خصیصه‌های که یک مبحث زنده را به تدریج دارا شد تا جایی که تناسبات و اندازه‌ها فضای معماری تابع یک هارمونی کیهانی شدند.

## آثار برجسته
- کلیسای فلورانس (برونلسکی)
- تپه کاپیتول (کاپیتولینه)
- کلیسای سن پیتر

گنبد کلیسای فلورنس (سانتا ماریا دلفوره)

- بیمارستان کودکان سرراهی (۱۴۲۴-۱۴۱۹ م)
- دهلیز کتابخانه لورنس
- تمپیه تو (۱۵۰۲-۱۵۰۳م)
- کلیسای سانتا ماریا دله کارچری (۱۴۵۸)
- ویلای روتوندا
- کلیسای سانتواسپیریتو
- کاخ شامبور (۱۵۱۹ م)
- معبد مالاتستایی (سان فرانچسکو)